# Parisotoma
Genre
Parisotoma est un genre de collemboles de la famille des Isotomidae.

## Liste des espèces
Selon Checklist of the Collembola of the World (version du 4 septembre 2019) :
- Parisotoma agrelli (Delamare Deboutteville, 1950)
- Parisotoma amurica (Potapov, 1991)
- Parisotoma appressopilosa Potapov, 1991
- Parisotoma atroculata Potapov, 1991
- Parisotoma coeca Yosii, 1966
- Parisotoma confusoculata Salmon, 1944
- Parisotoma dichaeta (Yosii, 1969)
- Parisotoma dividua Salmon, 1944
- Parisotoma ekmani (Fjellberg, 1977)
- Parisotoma greensladeae Rusek, 1984
- Parisotoma hyonosenensis (Yosii, 1939)
- Parisotoma insularis Deharveng, 1981
- Parisotoma longa Potapov, 1991
- Parisotoma notabilis (Schäffer, 1896)
- Parisotoma obscurocellata Potapov, Janion & Deharveng, 2011
- Parisotoma picea Salmon, 1949
- Parisotoma postantennala Salmon, 1949
- Parisotoma quinquedentata Salmon, 1943
- Parisotoma raffi (Womersley, 1934)
- Parisotoma reducta Rusek, 1984
- Parisotoma removeopthalma Martynova, 1977
- Parisotoma sexsetosa Potapov, Janion & Deharveng, 2011
- Parisotoma tariva (Wray, 1953)
- Parisotoma terricola Rusek, 1984
- Parisotoma travei Deharveng, 1981
- Parisotoma trichaetosa Martynova, 1977
- Parisotoma vtorovi Martynova, 1977

## Publication originale
- Bagnall, 1940 : Notes on British Collembola. Entomologist's Monthly Magazine, vol. 76, p. 97-102 & 163-174.